# British Home Championship 1884/85
Die British Home Championship 1884/85 war die zweite Austragung des Turniers für die Fußballnationalmannschaften des Vereinigten Königreiches und fand von Februar bis April 1885 statt. Gespielt wurde in einer einfachen Ligarunde, jeder gegen jeden.
Gewinner der British Home Championship wurde zum zweiten Mal Schottland.
| Pl. | Verein     | Sp. | S | U | N | Tore    | Diff. | Punkte |
| --- | ---------- | --- | - | - | - | ------- | ----- | ------ |
| 1.  | Schottland | 3   | 2 | 1 | 0 | 017:400 | +13   | 05:10  |
| 2.  | England    | 3   | 1 | 2 | 0 | 006:200 | +4    | 04:20  |
| 3.  | Wales      | 3   | 1 | 1 | 1 | 010:110 | −1    | 03:30  |
| 4.  | Irland     | 3   | 0 | 0 | 3 | 004:200 | −16   | 0:60   |

|                           |   |            |     |
| 28. Februar in Manchester |   |            |     |
| England                   | – | Irland     | 4:0 |
| 14. März in Glasgow       |   |            |     |
| Schottland                | – | Irland     | 8:2 |
| 14. März in Blackburn     |   |            |     |
| England                   | – | Wales      | 1:1 |
| 21. März in London        |   |            |     |
| England                   | – | Schottland | 1:1 |
| 23. März in Wrexham       |   |            |     |
| Wales                     | – | Schottland | 1:8 |
| 11. April in Belfast      |   |            |     |
| Irland                    | – | Wales      | 2:8 |